# Zaoziorsk
Zaoziorsk (en ruso: Заозёрск) es una ciudad cerrada de Rusia. Se ubica geográficamente en la óblast de Múrmansk, pero no pertenece a ninguno de sus raiones y está bajo administración federal. Su autogobierno local toma la forma jurídica de ókrug urbano.
En 2019, la ciudad tenía una población de 9656 habitantes.
En la zona de la actual localidad había a principios del siglo XIX un pequeño asentamiento sami. En 1877, un grupo de colonos fineses fundaron junto al asentamiento sami el pueblo de Zapadnaya Litsa, origen de la actual ciudad. Los fineses fueron expulsados en 1940, después de la Guerra de Invierno. En 1958, la Unión Soviética fundó la actual ciudad con el nombre de "Zaozyorny" (Заозёрный), como un asentamiento para crear la base naval de Zapadnaya Litsa, destinada inicialmente a albergar submarinos nucleares. La existencia de esta localidad se mantuvo en secreto durante la Guerra Fría, recibiendo nombres postales en clave como "Severomorsk-7" o "Murmansk-150". En 1994, las autoridades rusas hicieron pública la información sobre la localidad, pero se mantiene cerrada a las visitas exteriores.
Se ubica unos 50 km al noroeste de la capital regional Múrmansk, entre la costa del golfo de Motovski y la carretera A138 que lleva a Noruega.